# Landlady
Singles de U2
Love Is Bigger Than Anything in Its Way
(2018) Ahimsa (U2 & A.R. Rahman)
(2019)
Clip vidéo
Landlady de U2, sur Youtube
Landlady est une chanson pop rock du groupe de rock irlandais U2. C'est la dixième piste de leur quatorzième album studio Songs of Experience sorti en 2017. La chanson est une déclaration d’amour ironique et mature d’un homme à sa femme. L’homme en question est Bono lui-même et la femme est son épouse Ali.

## Crédits
Groupe U2
- Bono – chant
- The Edge – guitare solo, chœurs
- Adam Clayton – basse
- Larry Mullen, Jr. – batterie

Personnel additionnel
- Jacknife Lee – guitare supplémentaire
- Davide Rossi – instruments à cordes